# Kazimierz Ślusarski
Kazimierz Ślusarski (ur. 20 sierpnia 1937 w Kamienicy Górnej) – polski działacz partyjny i państwowy, w latach 1986–1989 wicewojewoda słupski, były I sekretarz Komitetu Gminnego PZPR w Słupsku.

## Życiorys
Syn Stanisława i Anny. W latach 1952–1956 należał do Związku Młodzieży Polskiej, a w 1960 wstąpił do Polskiej Zjednoczonej Partii Robotniczej. W 1965 przeszedł kurs dla sekretarzy Podstawowych Organizacji Partyjnych w Mielnie. Od 1975 sekretarz Komitetu Miejskiego PZPR w Słupsku, gdzie kierował też Komisją Statutowo-Organizacyjną. W latach 1978–1981 pozostawał I sekretarzem Komitetu Gminnego PZPR w Słupsku. W pierwszej połowie lat 80. zajmował stanowisko wojewódzkiego kuratora oświaty i wychowania. Od 1986 do 1989 pełnił funkcję wicewojewody słupskiego.